# Забок (баскетбольный клуб)
БК «За́бок» (хорв. KK Zabok) — хорватский баскетбольный клуб из одноимённого города, созданный в 1977 году. Выступает в сильнейшей баскетбольной лиге Хорватии A1. Лучший результат в чемпионате страны был показан в сезоне 2009/2010, когда команда заняла 5 место по итогам сезона.

## История
Баскетбольный клуб в городе Забок был основан в 1977 году. Первые пять лет носил название БК «Иво Лола Рибар» (KK Ivo Lola Ribar) в честь югославского партизана-антифашиста Иво Лола Рибара. С 1981 года называется БК «Забок». После восстановления независимости Хорватии и организации национального чемпионата первоначально выступал во второй по силе лиге A2. По итогам сезона 2006—2007 завоевал право выступать в лиге A1.

## Результаты
Результаты в последних по времени сезонах:
| Сезон   | Лига | Регулярный | За право остаться | Раунд чемпионов | Плей-Офф |
| ------- | ---- | ---------- | ----------------- | --------------- | -------- |
| 2009-10 | А1   | 1          | нет               | 5               | нет      |
| 2010-11 | А1   | 4          | нет               | 8               | нет      |
| 2011-12 | А1   | 4          | нет               | 8               | нет      |
| 2012-13 | А1   | 7          | 11                | нет             | нет      |
| 2013-14 | А1   | 6          | 9                 | нет             | нет      |
| 2014-15 | А1   | 2          | нет               | 7               | нет      |